# Гваліор (князівство)
Гваліорське князівство (*ग्वालियर रियासत, 1731—1948 роки) — держава на півострові Індостан, що утворилася внаслідок розширення Імперії Маратха. Протягом 2-ї половини XVIII ст. відбувалися спроби розширити володіння, що призвело до конфліктів з магараджами Наґпуру та Індору, а також пешвами. Внаслідок війн з Британською Ост-Індською компанією зазнало поразок, втративши значні території. У 1818 році встановлено британський протекторат. У 1948 році з утворення Республіки Індія князівство увійшло до штату Мадх'я-Бхарат (частина сучасного штату Мадх'я-Прадеш).

## Історія
Засновником держави став маратхський рід Скіндії, представники якого відзначилися у війнах Імперії Маратха проти династії Великих Моголів. 1731 року, отримавши велике місто Удджайн, Раноджі Рао Скіндія заснував напівнезалежне князівство в колишній могольській субі (провінції) Мальва. Протягом 1754—1758 років територія князівство істотно розширилося на північ, оскільки було приєднано області навколо Делі та саме місто, Матхуру, а також потужну фортецю Гваліор. Скіндії оголосили себе раджами.
Втім успішне просування було зупинено після нищівної поразки об'єднаних військ маратхів від афганців у 1760 році в битві при Паніпаті. В результаті протягом 1761—1768 року влада магараджі була послаблена, знову встановлено зверхність пешв з Пуни. Водночас посилилися вороги князівства — Наґпур, Індор, раджпутські магараджі.
Лише зі сходженням на трон у 1768 році Махаджі починається відновлення потуги держави: проведено військову, адміністративну, фінансову та податкові реформи, що призвело до посилення економічної моці, підвищенню вправності військ. Протягом 1770-х років було відновлено владу над Делі, а могольські падишаха фактично опинилися в залежності від раджі Удджайна, потім захоплено східний Пенджаб, область Сатлендж. У 1777 році укладено союз з Наною Фарнавісом, що очолював Ради дванадцяти при пешві (фактичний володар Імперії Маратха).
Послаблення влади пешви. боротьба за владу в середині Імперії Маратха призвела до втручання Британської Ост-Індської компанії, проти якої правитель Удджайна виступив в союзі з магараджею Індора. В першій англо-маратхській війні (1775—1782 роки) союзникам в цілому вдалося відбити зазіхання британців на розширення влади в Махараштрі та Деккані. За рішення Салбейського договору Удджайн отримував остаточну незалежність від пешви та титул магараджі. 1783 столицю перенесено з Удджайна до Гваліору (звідси в подальшому держава носило назву Гваліорського князівства).
Протягом 1780-х років Гваліор починає здійснювати активну зовнішню політику: було приєднано невеличкі князівства Бхопал, Датія, Чандері, остаточно встановлено зверхність над могольським падишахом. Водночас починаються запеклі війни з раджпутами та афганцями за повну владу над Мальвою та Раджастханом, що завершилася перемогами 1790 року, коли князівства Марвар і Джайпур (після битві при Патану) визнали зверхність Гваліору.
1791 року переможено Хайдарабад та встановлено владу над значною частиною Деккану. В наступні роки завдано поразки суперникам — магараджам Індора та встановлено союзницькі відносини з майсурським володарем Тіпу Султаном. У 1795—1800 роках встановлено контроль над урядом пешви, тобто фактично Гваліор очолив Імперію Маратха. Втім це викликало спротив магараджів Індора, внаслідок чого спалахнула війна 1800—1802 років, у якій Гваліор зазнав поразки. За підсумками договору війська магараджі залишили Пуну та значну територію Махараштри.
В конфлікти в Імперії Маратха 1802 року втрутилася Британська Ост-Індська компанія, що призвело до Другої англо-маратхської війни, в якій маратхи діяли в союзі. Проте неузгодженість Гваліора з магараджами Індора та Наґпуру призвело до поразки 1805 року. За результатами мирної угоди Гваліор втратив Східний Пенджаб, міста Делі, Аґру, Бхаруч та Ахмеднагар, частину Бунделкханду, землі в Гуджараті, а також вплив на могольського падишаха.
У 1816 році розпочалася війна проти піндарі, колишніх найманців маратхів, яких довелося звільнити через брак коштів. Незмозі їм протидіяти Гваліор звернувся по допомогу до британців, які 1817 року змусили укласти мирну угоду. Тому у третій війні маратхів з Британською Ост-Індською компанією Гваліор не брав участь. У 1818 році було підписано субсідіарний договір та визнано протекторат британців.
Протягом 1820—1830-х років Гваліор зберігає вірність Британській Ост-Індській компанії, не намагаючись протидіяти загарбникам. У 1843 році після переривання прямої лінії спадковості влади відповідно до Доктрини виморочних володінь планувалося конфіскувати князівство Гваліор, що викликало потужний спротив місцевої знаті та населення. Розгляд цієї справи тривав досить довго. Під час Сипайського повстання 1857—1858 років магараджа Гваліору (не затверджений британською владою) мав намір приєднатися до повсталих. Занепокоєні такою обставиною з огляду на значні військові сили та фортеці Гваліорського князівства, британці затвердили магараджу на троні, що зумовило перехід Гваліору на бік колонізаторів та участь у придушенні повстання сипаїв.
За часів Британської Індії князівство Гваліор залишаалася вірним британському уряду. Втім лише у 1885 році було виведено британські війська з форту Гваліор (в обмін на місто Джансі). Того ж року відкрито власну поштову службу, а з 1903 року почався випуск гваліорських марок (тривав до 1950 року). У 1880-х роках розпочато будівництво лікарень, вже у 1887 році вони були розраховані на 380 пацієнтів. З початку XX ст. впроваджено всебічну вакцинацію.
У 1895 році видано Кодекс законів, що ґрунтувався на британському праві. У 1900 році під час повстання іхеьуаней в Китаї Гваліор надав фінансову та військову допомогу британцям для придушення повстання. У 1947 році князівство було приєднано до Індійського Союзу. У 1948 році зовсім ліквідовано, стало частиною штату Мадх'я-Бхарат, а останній магараджа Гваліору Дживаджі Рао — його першим губернатором.

## Державний устрій
Магараджа мав повну політичну, військову та судову владу. Йому підпорядковувалася рада міністрів (придворний садр), яких призначав сам правитель, що був головою садру. Основними відомствами були: війська, фінанси, податкова, земельних ресурсів, лісового господарства, поштова служба, митниця, громадських робіт. Рішення готували спеціальні секретарі, а підписував магараджа.
В часи малолітства створювалася регентська рада. З потраплянням у залежність від Великої Британії магараджа позбавився прав на зовнішні відносити, також обмежувалася його військова та податкова політика. Натомість отримав почесне право на 21 гарматний постріл.
В часи британського протектора площа князівства складала 64,856 км². Адміністративно поділялося на 2 великі провінції (пранти): північний Гваліор і Мальва. Ними керували родичі магараджі (в Малві він мав посаду сар-субах). Пранти в свою чергу поділялися на області (зіли): в Північному Гваліорі — 7. Мальві — 4, на чолі яких стояв спеціальний посадовець субах, що призначався також магараджею. Зіла в свою чергу поділялася на райони (паргани) під урядування камасдара, що складалися з патварі (декілька великих сіл), якими керував мунсіф. Найменшою одиницею було село. Загалом було 24 міста.
Аристократи та місцева знать мали в своєму розпорядженні земельні володіння (такури і дівани), за які відповідала лише перед магараджею (з 1860-х років — британським резидентом).
У 1844 році було створено вищий суд (нузур адалат). який керував державний секретар (мама сахіб) та головний суддя Гваліору. У 1853 році утворено цивільну та кримінальну палати. У 1888 році судові функції на місцях передано камасдарам (головам парганів). Незабаром визначено градацію слухань: справи до 500 рупій розглядав камасдар, до 3 тис. рупій — субах, до 30 тис. рупій — очільник пранту. Деякими судовими повноваженнями володіли власники джаґірів. Остаточне рішення з кримінальний справ приймав Верховний суд (садр адалат), а смертні вироки скасовував або затверджував особисто магараджа.

## Населення
Населення у 1940 році — більш ніж 4 млн осіб. Основними були раджпути і маратхи, інші — афганці, гуджаратці, пенджабці. Як рідну мову 25 % визначали малві (85 % розмовляли), по 18 % — бундела (70 % розмовляли) та урду, 13 % — тонваргарі або західний гінді

## Економіка
Основу було землеробство, проте зрошувальні поля становили лише 15 % загальних площ. Більшістю земель володіли магараджа, його родичі (називалися землі халса), храми (девастхан), представники знаті-заміндари (на строк 7—12 років), надавалися джаґіри (пожиттєво). Середні ділянки (танкадари) надавалися заможним селянам, військовикам. Існував інститут оренди (муаджідар)
В господарствах переважно вирощували кукурудзу, пшеницю . тютюн. Існувало олійне, бавовняне, цукрове, опіумне виробництво. добування деревного вугілля й каучуку. Велася розробка корисних копалин, насамперед заліза, слюди, солі, каменю і будівельних матеріалів. Товари переважно відправляли до великих міст Британської Індії, а опіум — до Китаю.
Впроваджено власну валюту анн, що дорівнював 4 пайсам, а той — 3 паям. З початку 1890-х років відбувався перехід на грошову систему Британської Індії, що завершився у 1899 році. У 1862 році впроваджено систему податкових марок: адалаті (в судах), талбана (за послуги), даставезі (звичайні), тамассук та накал тамассук (для паперів, що стосувалися земельних справ та садівництва).
Протягом кінця 1860-х — початку 1870-х відбувається розбудова залізничної мережі: зводяться станції, вокзали, з'єднано Гваліор з Аґрою та Індорською гілкою.

## Культура
Правителі та більшість населення (84 %) сповідувало різні форми індуїзму, найвпливовішою з яких був брахманізм. Також існувала мусульманська громада, що становила 6 %, анамісти — 7 %, прихильників джайнізму було 2 %. З огляду на такий стан речей магараджі приділяли більшу увагу зведенню індуїстських храмів. Водночас не перешкоджали мусульманам та джайністам сповідувати свої вірування. Відомими також є палацові комплекси і фортеці Удджайна і Гваліору.
1857 року було відкрито перші приватні школи. У 1891 році їх було вже 143 (більшість безплатні). У 1895 році впроваджено посаду інспектора з освіти. За часів правління Джаяджі Рао в Гваліорі було відкрито школи для вивчення музики (на кшталт консерваторії). Уряд сприяв формуванню власного гваліорського музичного стилю. 1887 році в Гваліорі відкрито медичний інститут. У 1901—1903 роках відкриваються спеціальні школи для дівчат.

## Магараджі
- Раноджі Рао (1731—1745)
- Джаяпа Рао (1745—1755)
- Джанкоджі Рао I (1755—1761)
- Не було правителів (1761—1763)
- Кадарджі Рао (1763—1764)
- Манаджі Рао (1764—1768)
- Махаджі (1768—1794)
- Даулат Рао (1794—1827)
- Джанкоджі Рао II (1827—1843)
- Джаяджі Рао (1843—1886)
- Мадх'я Рао (1886—1925)
- Дживаджі Рао (1925—1947)